# Horoměřice
Horoměřice är en by och en kommun i Tjeckien. Den ligger i regionen Mellersta Böhmen, i den centrala delen av landet, 8 km nordväst om huvudstaden Prag. Horoměřice ligger 321 meter över havet och antalet invånare är 3 928 (2016).
Terrängen runt Horoměřice är lite kuperad. Runt Horoměřice är det mycket tätbefolkat, med 2 261 invånare per kvadratkilometer. Närmaste större samhälle är Prag, 7,6 km sydost om Horoměřice. Runt Horoměřice är det i huvudsak tätbebyggt.